# Pseudomuscari
Pseudomuscari Garbari & Greuter – rodzaj roślin z rodziny szparagowatych. Obejmuje 7 gatunków występujących w poudniowo-zachodniej Azji, od Synaju, Cypru i Turcji do północnego Kaukazu i Iranu.

## Morfologia
Wieloletnie, rośliny zielne. Kwiaty zebrane w gęste, często skrócone grono. Okwiat promienisty, dzwonkowaty, niezwężony lub nieznacznie zwężony na poziomie gardzieli, błękitny, niebieski lub fioletowy, jednobarwny. Pręciki położone w dwóch okółkach. Zalążnia prawie okrągła. Torebki błoniaste, trójgraniaste. Nasiona niemal jajowate, gładkie.

## Systematyka
Pozycja systematycznaRodzaj z podplemienia Hyacinthinae, plemienia Hyacintheae, podrodziny Scilloideae z rodziny szparagowatych Asparagaceae.
Wykaz gatunków
- Pseudomuscari azureum (Fenzl) Garbari & Greuter
- Pseudomuscari chalusicum (D.C.Stuart) Garbari
- Pseudomuscari coeleste (Fomin) Garbari
- Pseudomuscari coeruleum (Losinsk.) Garbari
- Pseudomuscari forniculatum (Fomin) Garbari
- Pseudomuscari inconstrictum (Rech.f.) Garbari
- Pseudomuscari pallens (M.Bieb.) Garbari

## Zastosowanie
Rośliny ozdobnePseudomuscari azureum o błękitnych kwiatach, osiągający 10 cm wysokości, bywa uprawiany jako roślina ogrodowa. Wymaga dobrze przepuszczalnej gleby. Może być inwazyjny.